# Salado (přítok Paraná)
Salado od horního toku postupně nazývaná Guachipas, Juramento a Pasaje (španělsky Río Salado) je řeka v Jižní Americe na severu Argentiny (provincie Salta, Santiago del Estero, Santa Fé). Je to pravý přítok řeky Paraná. Je 1 300 km dlouhá. Povodí má přibližně rozlohu 160 000 km².

## Průběh toku
Pramení na východních svazích centrálních And, kde má horský charakter. Na středním a dolním toku v rovině Gran Chaco je koryto silně proměnlivé a větví se na ramena.

## Vodní režim
Průměrný průtok vody na horním toku činí přibližně 40 m³/s a níže po proudu klesá v důsledku infiltrace a vypařování na přibližně 15 m³/s. Nejvyšší je v období dešťů (listopad – březen), kdy se řeka rozlévá do šířky. Naopak nejnižší je v období sucha (květen – září), kdy se řeka stává mělkou a na některých úsecích dokonce vysychá. Mění se pak v systém slaných jezer a bažin.

## Využití
Vodní doprava je možná v období dešťů.